# Гетап (Арагацотн)
Гетап (вірм. Գետափ) — село в марзі Арагацотн, на заході Вірменії. Село розташоване за 101 км на північний захід від Єревана, за 4 км на південь від села Тлік, на лівому березі прикордонної з Туреччиною річкою Ахурян. Село розташоване на залізниці Гюмрі — Масіс та у двох км на північ розташована однойменна залізнична станція.
| Рік  | Чисельність | Чисельність |
| ---- | ----------- | ----------- |
| 1873 | 181         | [ 1 ]       |
| 1897 | 416         | [ 1 ]       |

| Рік  | Чисельність | Чисельність |
| ---- | ----------- | ----------- |
| 1926 | 217         | [ 1 ]       |
| 1939 | 360         | [ 1 ]       |

| Рік  | Чисельність | Чисельність |
| ---- | ----------- | ----------- |
| 1959 | 310         | [ 1 ]       |
| 1989 | 291         | [ 2 ]       |

| Рік  | Чисельність | Чисельність |
| ---- | ----------- | ----------- |
| 2001 | 183         | [ 1 ]       |
| 2011 | 159         | [ 3 ]       |

| Рік  | Чисельність | Чисельність |
| ---- | ----------- | ----------- |
| 1873 | 181         | [ 1 ]       |
| 1897 | 416         | [ 1 ]       |

| Рік  | Чисельність | Чисельність |
| ---- | ----------- | ----------- |
| 1926 | 217         | [ 1 ]       |
| 1939 | 360         | [ 1 ]       |

| Рік  | Чисельність | Чисельність |
| ---- | ----------- | ----------- |
| 1959 | 310         | [ 1 ]       |
| 1989 | 291         | [ 2 ]       |

| Рік  | Чисельність | Чисельність |
| ---- | ----------- | ----------- |
| 2001 | 183         | [ 1 ]       |
| 2011 | 159         | [ 3 ]       |